# طالب دولي

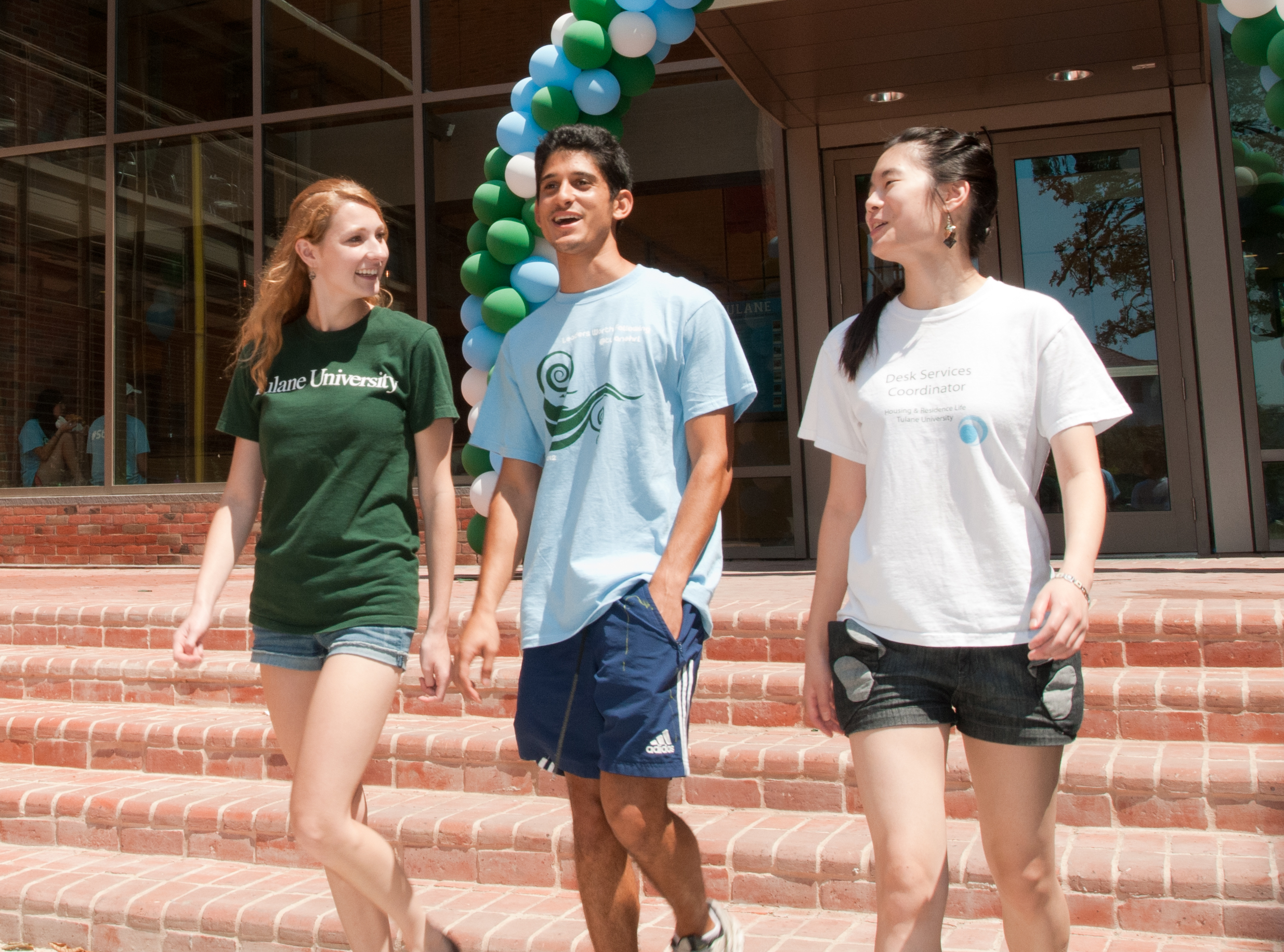

الطلاب الدوليون، أو الطلاب الأجانب، هم الطلاب الذين اختاروا إجراء كامل تعليمهم العالي أو جزء منه في بلد آخر غير بلدهم والانتقال إليه لغرض الدراسة. في عام 2017، كان هناك أكثر من 5.3 مليون طالب دولي، ابتداءً من مليونين في عام 2000. بحلول عام 2017، استقبلت الولايات المتحدة والمملكة المتحدة وكندا وأستراليا 40% من الطلاب الدوليين. وبلغ العدد في الولايات المتحدة 1.2 مليون طالب دولي في عام 2018. وكان في أستراليا ما يقارب 1.3 مليون طالب دولي في عام 2017. وكان هناك 642,480 طالب دولي في كندا عام 2019 وكان هناك 458,520 طالب دولي خلال العام الدراسي 2018/2017 في المملكة المتحدة. 